# Fritz Grünbaum

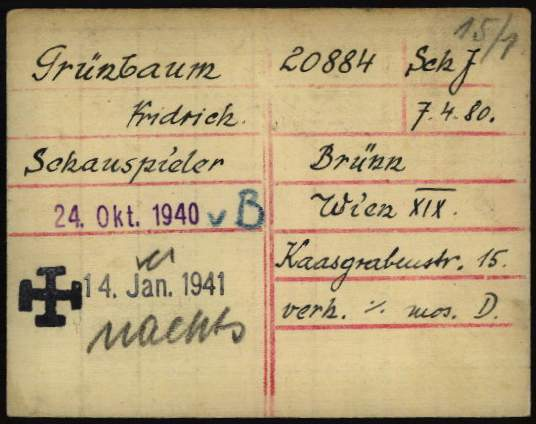
Fritz Grünbaums fångregisterkort i Nazi-koncentrationslägret Dachau

Fritz Grünbaum, född 7 april 1880 i Brünn i Österrike-Ungern (nu Brno i Tjeckien), död 14 januari 1941 i koncentrationslägret Dachau, Tyskland, var en österrikisk kabaréartist, textkompositör av populärmusik och operettstycken, samt skådespelare.
Under Weimarrepublikens sista år på 1930-talets början medverkade han i flera tyska komedifilmer. Grünbaum som under sina föreställningar ohämmat gjorde narr av nationalsocialismen lämnade Tyskland för Österrike 1933. Han arresterades efter Anschluss 1938, och avled i koncentrationslägret Dachau efter några år i fångenskap 1941.
Grünbaum hade en stor konstsamling. I september 2023 beslagtog amerikanska myndigheter tre skisser av den österrikiske expressionistiske konstnären Egon Schiele (1890–1918) från amerikanska museer som misstänks ha stulits från honom, för att i domstol utreda om så är fallet och de ska överlämnas till Grünbaums efterlevande släktingar.

## Filmografi i urval
- 1931 – Varför ler du Mona Lisa?
- 1931 – Kvinnan bakom allt
- 1931 – Svärfars lilla felsteg
- 1932 – Bättre dag för dag
- 1932 – En sorglustig barberare
- 1932 – En sång, en kyss, en flicka
- 1932 – Jag vill gifta mig
- 1932 – Mannen utan namn